# Encerrados
Encerrados fue una serie de televisión de suspenso antológico argentino emitido por la TV Pública. La serie gira en torno a varias historias de distintas personas que se quedan atrapadas en pequeños espacios y deberán atravesar por diversas emociones que les jugarán en su contra. Estuvo dirigida por Benjamín Ávila, producida por Habitación 1520, con Ávila y Marcelo Müller como guionistas y contó con un elenco rotativo. Fue estrenada el 10 de diciembre de 2018 y está compuesta por 13 episodios.

## Sinopsis
La serie explora los temores, las fobias y los complejos que emergen en las personas ante situaciones de encierro en distintos lugares como un call center, una lavandería, un estacionamiento, una bodega de vinos, una habitación, un bosque, un ascensor, un departamento, un edificio en construcción, un prostíbulo y un espacio infinito.

## Elenco
| Episodio 1 - Martín Slipak como Julián Ayala - Patricio Aramburu como el Supervisor - Eladia Grosso como Claudia - Alejandro Delgado como Sr. Etcheverrygaray Episodio 2 - Silvia Pérez como Susana - Pilar Gamboa como Laura - Laura López Moyano como Inés - Matías Bassi como César Episodio 3 - Paula Baldini como Vecina embarazada - Gastón Cocchiarale como Gerardo Acosta - Nelly Prince como Nélida - Matías Pellegrini Sánchez como Julián - Julia Amore como Vecina trans - Luz Palazón como Estela - Guillermo Arengo como Alberto Luqueti - María Merlino como Martita - Carlos Defeo como Marcelo - Fabio Alberti como Carlos Gandini - Eduardo Bluvol como Mario Episodio 4 - Paula Ransenberg como Clara - Marcelo Subiotto como Francisco - María Mercedes Carbonella como Mamá de Clara Episodio 5 - Martín Piroyansky como Julio - Jorge Román como Marcelo Episodio 6 - Fabián Vena como Ernesto - Ana Celentano como Esposa de Ernesto - Felipe Dratler como Gustavo - Agustín Chenaut como el Monstruo | Episodio 7 - Violeta Palukas como Sofía - Luciana Grasso como Guillermina - Pilar Fridman como Trini Episodio 8 - Alberto Ajaka como Bentancourt - Esteban Meloni como Víctor - Horacio Marassi como Entrenador de Víctor Episodio 9 - Luis Machín como Esteban Castel - Juan Grandinetti como Cuidador de Esteban - José Luis Arias como Psicólogo - Iride Mockert como Prostituta - Facundo Gómez como Raul Cáceres Episodio 10 - Agustín Bello como Agustín - Emiliano Liuzzo como Emiliano - Alejandro Porro como Alejandro "Chapa" - Nicolás Medina como Nicolás "Gordo" Episodio 11 - Mayana Neiva como Coki - Fernando Caride como Roberto - Agustina Rudi como Rosita - Antonella Saldicco como Miriam - Claudio Melluso como Felipe - Leonel Hucalo como Hijo de Coki Episodio 12 - Maruja Bustamante como Laura - Víctor Laplace como Fabrizio - Ezequiel Maldonado como Anselmo Episodio 13 - Felipe Colombo como Juan Manuel - María Canale como Hortensia |

## Episodios
| N.º (serie) | Título                  | Director       | Guionista(s)                    | Emisión original        | Audiencia (en millones) |
| ----------- | ----------------------- | -------------- | ------------------------------- | ----------------------- | ----------------------- |
| 1           | «Bajas»                 | Benjamín Ávila | Benjamín Ávila & Marcelo Müller | 10 de diciembre de 2018 | 0.9                     |
| 2           | «Laundry»               | Benjamín Ávila | Benjamín Ávila & Marcelo Müller | 11 de diciembre de 2018 | —                       |
| 3           | «Sesión extraordinaria» | Benjamín Ávila | Benjamín Ávila & Marcelo Müller | 12 de diciembre de 2018 | —                       |
| 4           | «Rutina»                | Benjamín Ávila | Benjamín Ávila & Marcelo Müller | 13 de diciembre de 2018 | —                       |
| 5           | «Tinto añejo»           | Benjamín Ávila | Benjamín Ávila & Marcelo Müller | 14 de diciembre de 2018 | 0.1                     |
| 6           | «Monstruos»             | Benjamín Ávila | Benjamín Ávila & Marcelo Müller | 17 de diciembre de 2018 | —                       |
| 7           | «Bosque»                | Benjamín Ávila | Benjamín Ávila & Marcelo Müller | 18 de diciembre de 2018 | —                       |
| 8           | «300 metros»            | Benjamín Ávila | Benjamín Ávila & Marcelo Müller | 19 de diciembre de 2018 | —                       |
| 9           | «Agorafobia»            | Benjamín Ávila | Benjamín Ávila & Marcelo Müller | 20 de diciembre de 2018 | —                       |
| 10          | «Cloaca»                | Benjamín Ávila | Benjamín Ávila & Marcelo Müller | 21 de diciembre de 2018 | —                       |
| 11          | «Menino»                | Benjamín Ávila | Benjamín Ávila & Marcelo Müller | 25 de diciembre de 2018 | —                       |
| 12          | «Universo negro»        | Benjamín Ávila | Benjamín Ávila & Marcelo Müller | 26 de diciembre de 2018 | —                       |
| 13          | «Bonsái»                | Benjamín Ávila | Benjamín Ávila & Marcelo Müller | 27 de diciembre de 2018 | 0.7                     |

## Emisión internacional
| País / Región | Canal      | Estreno                 | Título        |
| ------------- | ---------- | ----------------------- | ------------- |
| Argentina     | TV Pública | 10 de diciembre de 2018 | Encerrados    |
| Argentina     | Cont.ar    | 25 de enero de 2021     | Encerrados    |
| Brasil        | Globoplay  | 30 de agosto de 2020    | Enclausurados |
| Unasur        | Netflix    | 19 de junio de 2018     | Encerrados    |